# Jerko Matulić
Jerko Matulić iz Postira, (Supetar, 20. travnja 1990.) hrvatski je rukometaš. Igra na desnom krilu. Igrač je Zagreba, a od ljeta 2014. postaje igrač francuskog Chambérya
Za seniorsku reprezentaciju igrao je u kvalifikacijama za EP 2012. godine.

## Vanjske poveznice
- Eurohandball